# Kiss (magazyn)
Kiss (jap. キス Kisu) – japoński miesięcznik z mangami josei, wydawany od 1992 roku nakładem wydawnictwa Kōdansha. Jego siedziba mieści się w Tokio.

## Historia
Kiss po raz pierwszy ukazał się w 1992 roku jako dodatek do magazynu z mangami shōjo o nazwie Mimi. Po zaprzestaniu publikacji Mimi w 1996 roku, zespół redakcyjny, w większości młode kobiety w wieku 20 lat, zaczął pracować nad Kiss, dlatego jest on uważany za następcę Mimi. Również część artystów, którzy pracowali wcześniej dla Mimi, kontynuowała pracę także dla Kiss po zakończeniu publikacji poprzedniego magazynu. Później Kiss zmienił cykl wydawniczy na dwumiesięczny, aż do początku 2013 roku, kiedy stał się ponownie miesięcznikiem.

## Wybrane serie
Opracowano na podstawie źródła.
- Inishie otaku no koiwazurai
- Kakafukaka[7]
- Kimi wa Pet
- Kuragehime
- Mitarai-ke, enjō suru
- Nigeru wa haji da ga yaku ni tatsu
- Nodame Cantabile
- Perfect World
- Tokijskie singielki i ich tęgie rozkminy[8]
- Tokyo Alice